# Kōji Kanemoto
Kōji Kanemoto (金本 浩二, Kanemoto Kōji)(né le 31 octobre 1966 à Kōbe) est un catcheur japonais descendant de zainichis.

## Carrière
Kanemoto a pratiqué le Judo durant ses années de lycée et a remporté plusieurs championnat avant d'entrer dans le New Japan Dojo. Il est l'un des porteurs du Tiger Mask, succédant à Mitsuharu Misawa. En 1994, il perd un match « mask vs. mask » face à Jushin Liger durant un show à la New Japan Pro Wrestling. Depuis 1994 il catche sous son vrai nom. Son style est un classique de la junior heavyweight wrestling[Quoi ?].
Kanemoto est le premier catcheur à défendre son titre de IWGP Junior Heavyweight Championship aux États-Unis, dans un match face à Alex Wright à Starrcade '95. Le 3 mai 2006, Kanemoto bat Tiger Mask IV pour remporter le titre de Champion poids-lourd junior IWGP pour la 5e fois.
En 2006 G1 Climax, Kanemoto arrive en demi-finale, il est le premier poids-lourd junior à y être arrivé. Avec Hiroshi Tanahashi, il arrive en finale du G1 Climax Tag League deux années de suite en 2006 et 2007. En 2006, il devient le premier poids-lourd junior à gagner un match pour le titre de Champion ppids-lourd IWGP face à Bas Rutten. Le 2 janvier 2008 à un spectacle de la Zero-1, Kanemoto annonce son engagement à la fédération. Lors de Wrestle Kingdom V in Tokio Dome, lui et Riusuke Tagushi battent Kenny Omega et Taichi.
Lors de Dominion, il bat Hiromu Takahashi.

### All Japan Pro Wrestling
Lors de Junior Hyper League 2012 Nuit 1, il bat KAI. Lors de Junior Hyper League 2012 Nuit 2, Stack of Arms et lui battent SMOP et Hiroshi Yamato. Lors de Junior Hyper League 2012 Nuit 3, il bat Hikaru Sato. Lors de New Year Shinning Series 2013 New Year 2 Days - Tag 2, il perd contre Hiroshi Yamato dans un Junior Heavyweight Battle Royal Match qui comprenait également Andy Wu, Kaz Hayashi, Masanobu Fuchi, MAZADA, Shuji Kondo, SUSHI et TAKA Michinoku.

## Palmarès
- New Japan Pro Wrestling
  - IWGP Junior Heavyweight Championship (5 fois)
  - IWGP Junior Heavyweight Tag Team Championship (3 fois) avec Minoru Tanaka (1), Jushin Liger (1), et Wataru Inoue (1)
  - UWA World Junior Light Heavyweight Championship (1 fois)
  - Best of the Super Juniors (1998, 2002, 2009)

- Power Slam
  - PS 50 : 1995/12/, 1997/17, 1998/2, 1999/10, 2000/34, 2002/18, 2003/12, 2004/28, 2005/22
- Pro Wrestling NOAH
  - 1 fois GHC Junior Heavyweight Tag Team Championship avec Tiger Mask IV

- Pro Wrestling Zero1
  - 1 fois NWA International Lightweight Tag Team Championship avec Minoru Tanaka (actuel)[2]
- Universal Wrestling Association
  - UWA World Welterweight Championship (1 fois)

- Wrestling Observer Newsletter awards
  - 5 Star Match (1997) vs. El Samurai le 5 juin
  - Most Outstanding Wrestler (1998)

## Générations Tiger Mask
| Génération     | Nom                |
| -------------- | ------------------ |
| Tiger Mask     | Satoru Sayama      |
| Tiger Mask II  | Mitsuharu Misawa   |
| Tiger Mask III | Koji Kanemoto      |
| Tiger Mask IV  | Yoshihiro Yamazaki |